# Königs Wusterhausen
Königs Wusterhausen je město v německé spolkové zemi Braniborsko. Sousedí s berlínským předměstím Schmöckwitz a leží asi 36 km jihovýchodně od Postupimského náměstí. Nachází se zde konečná stanice S-Bahn v Berlíně. Protéká jím řeka Dahme.
Ve městě k 31. 12. 2023 žilo 38 940 obyvatel; v roce 2003 se rozrostlo připojením okolních obcí Diepensee, Kablow, Niederlehme, Senzig, Wernsdorf, Zeesen a Zernsdorf. Němci městu říkají KW, což je nejen zkratka jeho názvu, ale také výrazu „Kurzwelle“ (krátké vlny) podle místní tradice rozhlasového vysílání.

## Administrativní členění
Město se skládá z osmi místních částí.

## Historie

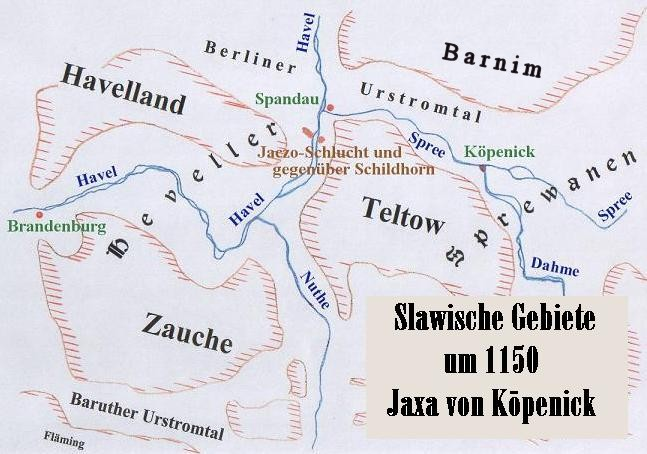
Mapa slovanského osídlení kolem roku 1150

Původními obyvateli byli slovanští Sprévané, archeologickými nálezy doložení od 10. století mezi řekami Sprévou, Dahme a Notte, s centrem v Berlíně – Köpenicku. Slované postavili na místě zámku první hrad.
První písemná zmínka o obci a hradu pochází z roku 1320, kdy panství získali lénem vévoda a kurfiřt Rudolf Sasko-Wittenberský a vévoda Václav I. Sasko-Wittenberský. panství bylo rozděleno mezi marky braniborskou a lužickou, až od roku 1431 připadlo celé braniborskému markrabství.
Za Třicetileté války roku 1643 město vyplenilo švédské vojsko. Roku 1688 získal město poslední pruský vévoda a pozdější první pruský král Fridrich I.
Město bylo původně známé jako Wendisch Wusterhausen (ze slovanského výrazu „vostroźn“ ve významu „ohrazené místo“) nebo pod dolnolužickým pojmenováním Parsk, roku 1718 přijalo současný název na počest pruského krále Fridricha Viléma I., který rád pobýval na zdejším loveckém zámečku.
Od roku 1861 pruský král Vilém I. do zdejšího loveckého zámku svolával zasedání svých přátel – kuřáků dýmky, zvané Tabákové kolegium.
Roku 1862 přijel Theodor Fontane na svých vlastivědných výpravách do Königs Wusterhausenu a popsal je ve své knize Cestování po Braniborské marce ( Wanderungen durch die Mark Brandenburg). V roce 1866 byla do města přivedena železníční trať a postaveno dochované nádraží.
Roku 1901 zde byla zřízena internátní škola pro nevidomé z celého Německa. Na kopci Funkerberg nedaleko Zeesenu byl v roce 1911 postaven vysílač, z něhož se roku 1920 uskutečnilo první rozhlasové vysílání v Německu a Zeesen se za druhé světové války často v médiích objevoval jako symbol nacistické propagandy; v roce 1993 byl provoz vysílače ukončen a areál slouží jako muzeum. Dne 14. srpna 1972 se u města zřítilo dopravní letadlo Iljušin Il-62 společnosti Interflug, všech 156 osob na palubě zahynulo. V době NDR byl hlavním zaměstnavatelem drůbežářský kombinát v nedaleké vesnici Bestensee. Od roku 1991 ve městě sídlí Braniborská vysoká škola finanční.

## Památky
- Zámek s parkem - původně renesanční stavba, v letech 1713–1718 přestavěná na barokní lovecký zámek
- Evangelický kostel Sv. Kříže (Kreuzkirche), barokní z roku 1693
- Římskokatolický kostel svaté Alžběty
- Vodárenská věž vysoká 33 metrů
- Zdymadlo Neue Mühle, technická památka z roku 1739
- Nádraží z roku 1866

## Galerie

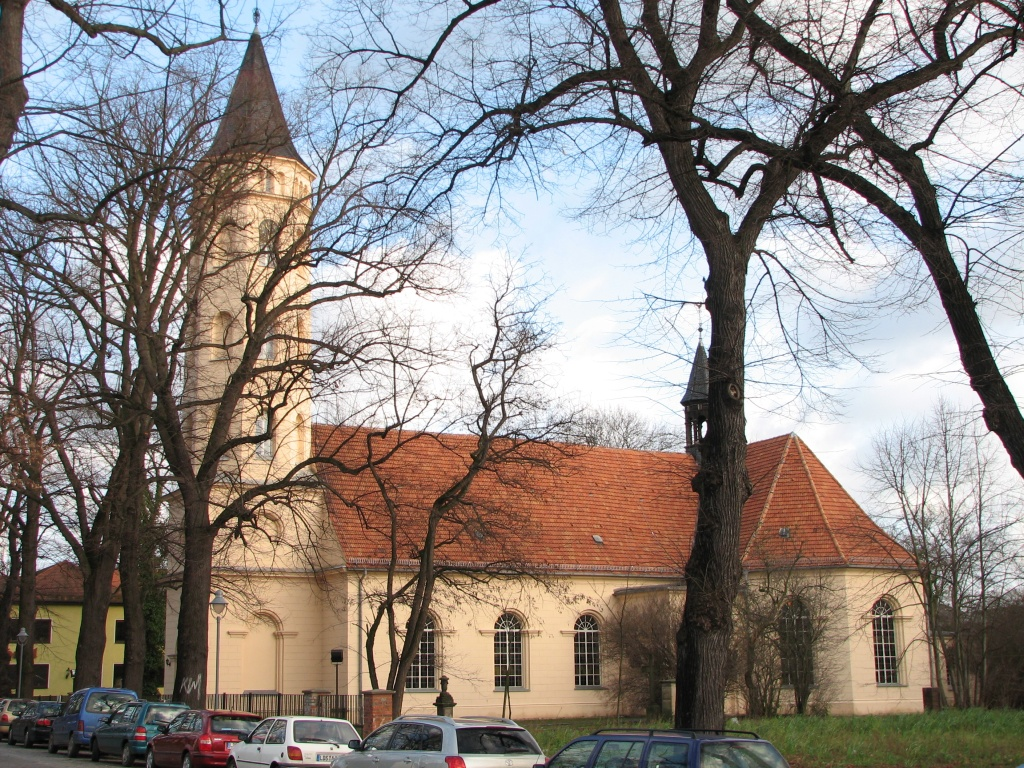
Evangelický kostel
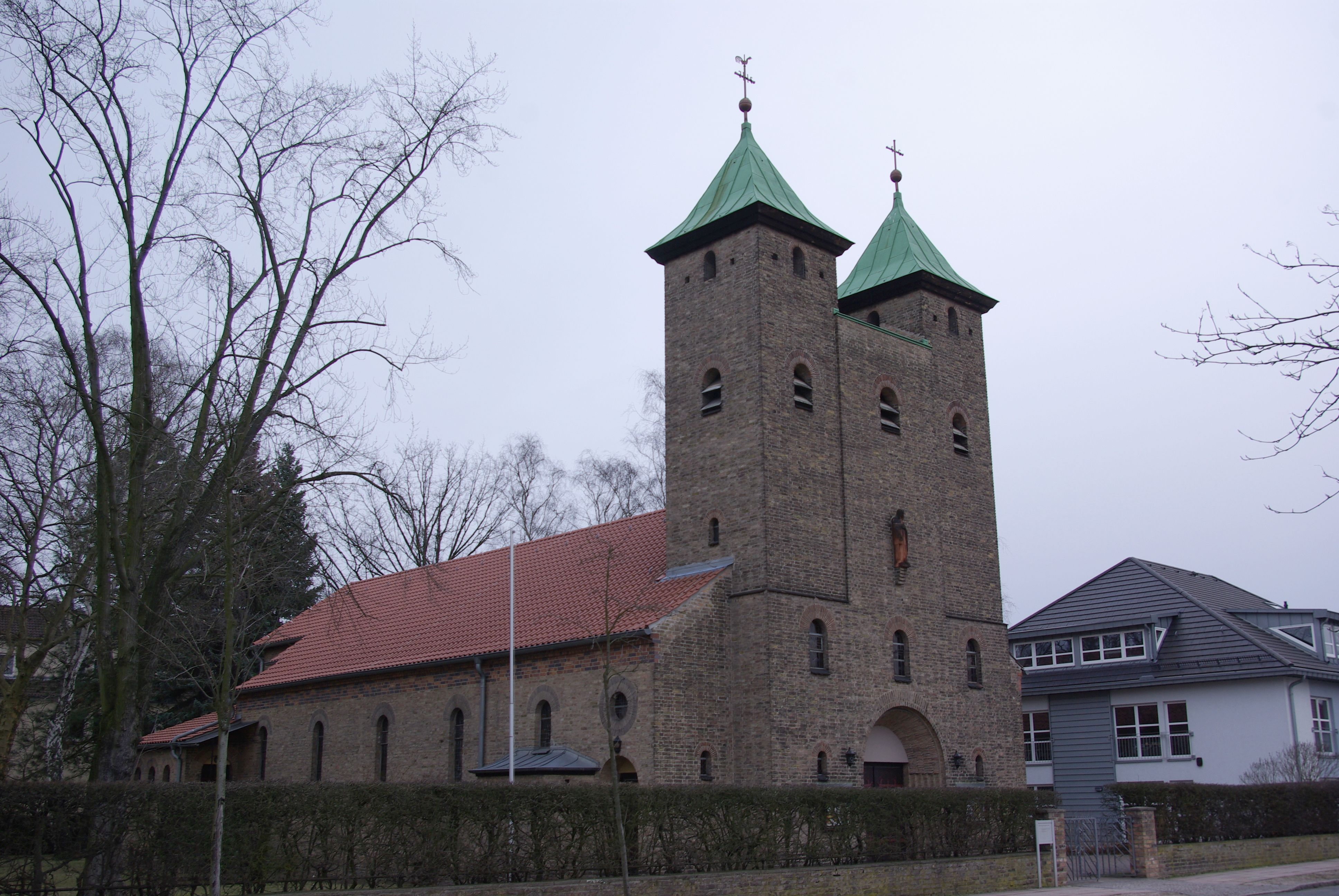
Katolický kostel
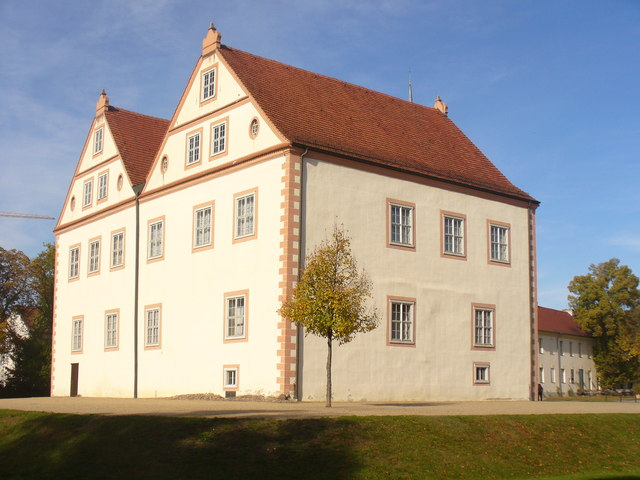
Zámek
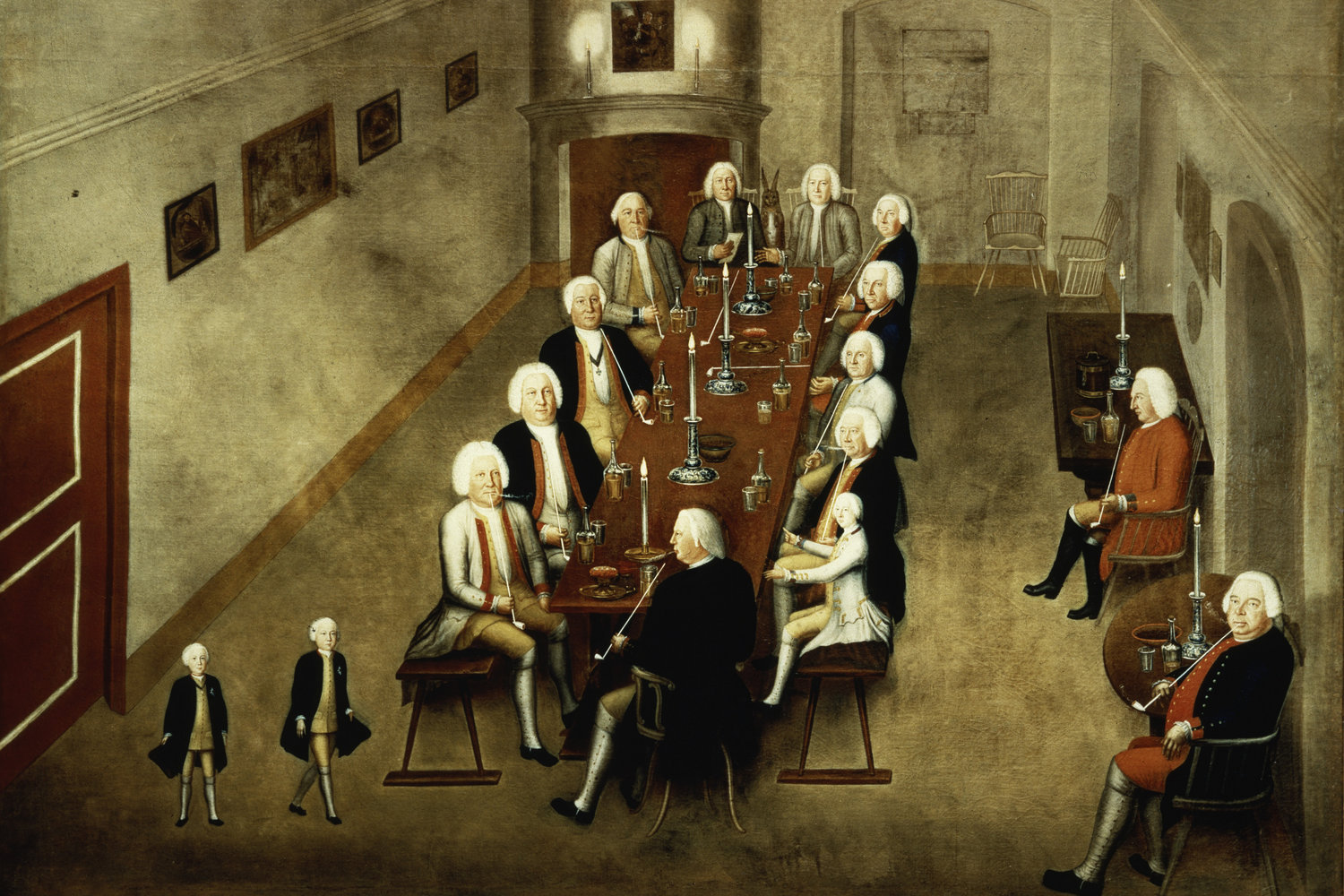
Zasedání Tabákového kolegia na zámku
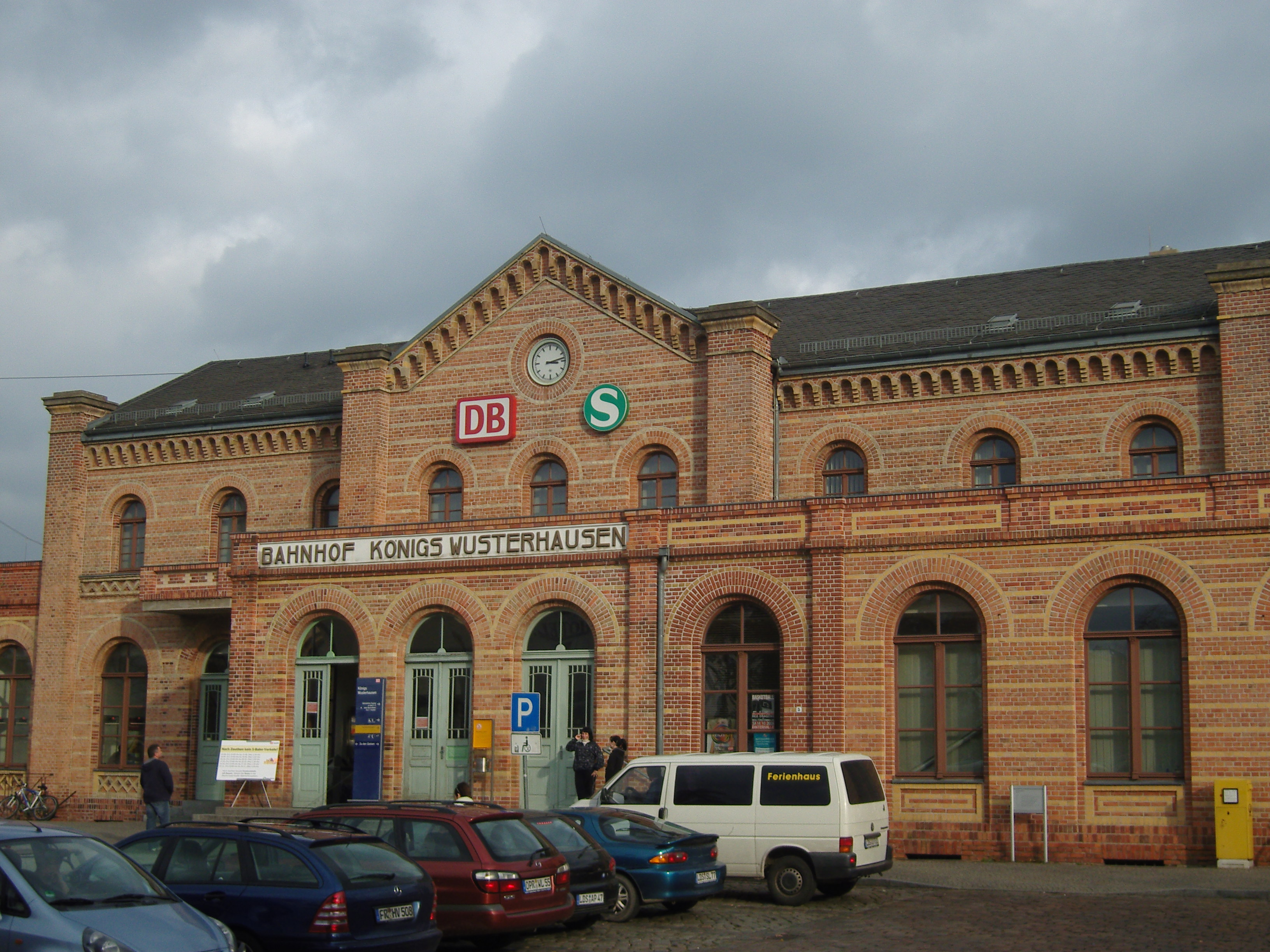
Nádraží

## Sport
- Sídlí zde prvoligový volejbalový klub Netzhoppers Königs Wusterhausen.

## Osobnosti
- Karin Leschová (1935–2025) německá herečka, známá rolí královny z pohádky Tři oříšky pro Popelku, zde v posledních letech žila a zemřela.

## Partnerská města
- USA Germantown
- Česko Příbram
- Německo Schiffdorf